# Cantonul Sigoulès
Cantonul Sigoulès este un canton din arondismentul Bergerac, departamentul Dordogne, regiunea Aquitania, Franța.

## Comune
| Comune                 | Populație (1999) | Cod poștal | Cod INSEE |
| ---------------------- | ---------------- | ---------- | --------- |
| Cunèges                | 298              | 24240      | 24148     |
| Flaugeac               | 328              | 24240      | 24181     |
| Gageac-et-Rouillac     | 435              | 24240      | 24193     |
| Gardonne               | 1.493            | 24680      | 24194     |
| Lamonzie-Saint-Martin  | 2.398            | 24680      | 24225     |
| Mescoules              | 167              | 24240      | 24267     |
| Monbazillac            | 916              | 24240      | 24274     |
| Monestier              | 382              | 24240      | 24276     |
| Pomport                | 812              | 24240      | 24331     |
| Razac-de-Saussignac    | 355              | 24240      | 24349     |
| Ribagnac               | 320              | 24240      | 24351     |
| Rouffignac-de-Sigoulès | 345              | 24240      | 24357     |
| Saussignac             | 423              | 24240      | 24523     |
| Sigoulès               | 872              | 24240      | 24534     |
| Thénac                 | 372              | 24240      | 24549     |